# Biljača (Bujanovac)
Biljača/ Bilaçi (Servisch cyrillisch Биљача) is een plaats in de Servische gemeente Bujanovac. De plaats telt 2036 inwoners (2002).